# Troll (Moosburg an der Isar)
Troll ist ein Weiler und ein Gemeindeteil der Stadt Moosburg an der Isar im oberbayerischen Landkreis Freising.

## Geografie
Die nur aus wenigen Gebäuden bestehende Ansiedlung liegt vier Kilometer südöstlich der Kernstadt Moosburg an der Mündung der Strogen in die Sempt am Nordende der Münchner Schotterebene inmitten landwirtschaftlich genutzten Flächen.
Troll ist über eine Gemeindestraße an die 150 Meter entfernte Staatsstraße 2085 angebunden, die zur A 92 (Anschlussstelle 10 Moosburg-Süd) und nach Moosburg führt.

## Geschichte
Auf alten topografischen Karten von 1890 befindet sich die Bezeichnung „Trollmühle“, die 1943 durch „Troll“ ersetzt wurde. Bis zum 1. Januar 1978 war Troll ein Ortsteil von Pfrombach, das dann nach Moosburg eingemeindet wurde.